# King Lear (film, 1916)
Pour les articles homonymes, voir King Lear (film).
Pour plus de détails, voir Fiche technique et Distribution.
King Lear est un film muet américain, réalisé par Ernest C. Warde, sorti en 1916.

## Fiche technique
- Titre original : King Lear
- Réalisation : Ernest C. Warde
- Scénario : Philip Lonergan (adaptation)
- Histoire : William Shakespeare, d'après sa pièce éponyme
- Photographie : John M. Bauman et William Zollinger
- Production : Edwin Thanhouser
- Société(s) de production : Thanhouser Film Corporation
- Pays d'origine : États-Unis
- Année : 1916
- Langue originale : anglais
- Format : noir et blanc – 35 mm – 1,33:1 – muet –
- Genre : drame
- Durée : 63 minutes
- Date de sortie : États-Unis : 17 décembre 1916

## Distribution
- Frederick Warde : Le Roi Lear
- Lorraine Huling : Cordelia
- Wayne Arey : le duc d'Albany
- Charles Brook : le duc de Cornwall
- J.H. Gilmour : le comte de Kent
- Henry Ardsley : le comte de Gloucester
- Boyd Marshall : le Roi de France
- Hector Dion : Edmund
- Ernest C. Warde : le fou du Roi
- Edwin Stanley : Edgar
- Ina Hammer : Goneril
- Edith Diestel : Regan
- Robert Whittier : Oswald